# St. Antonius (Balesfeld)

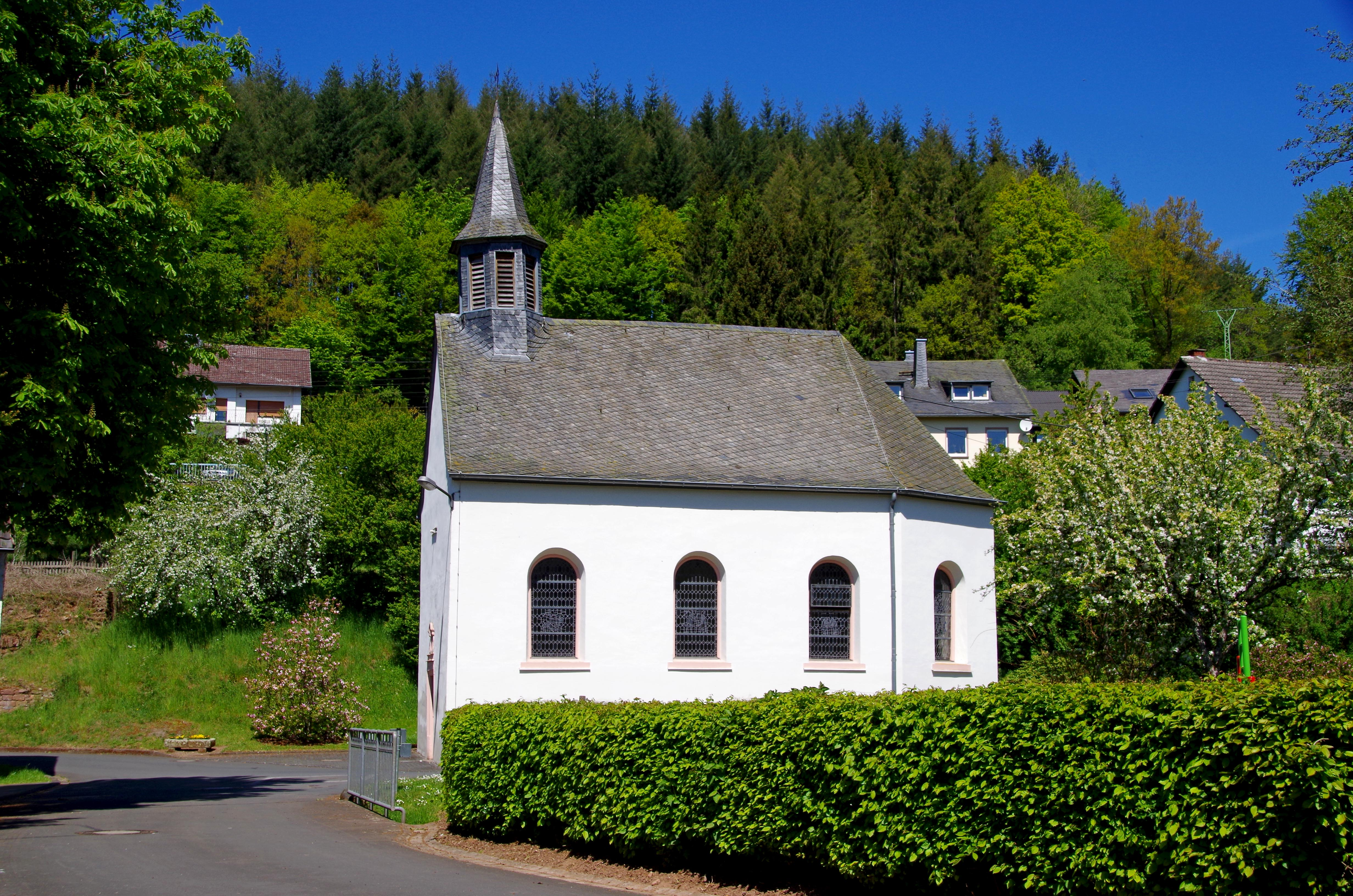
Kirche St. Antonius in Balesfeld

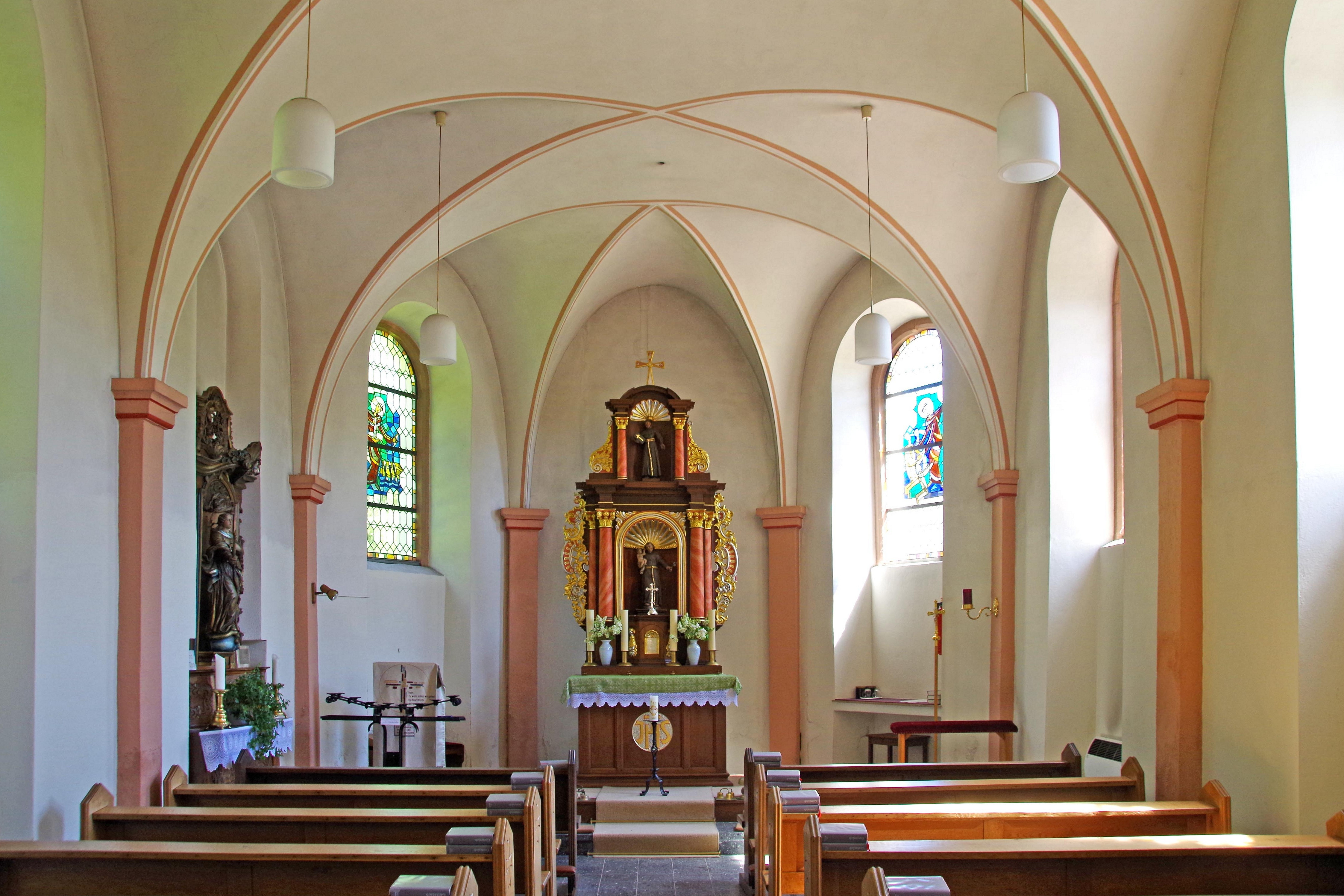
Innenansicht

Die katholische Filialkirche St. Antonius in Balesfeld, einer Ortsgemeinde im Eifelkreis Bitburg-Prüm in Rheinland-Pfalz, wurde 1775 errichtet. Die barocke Kirche an der Kapellenstraße ist ein geschütztes Kulturdenkmal. 
Die dreiseitig geschlossene Saalkirche, die dem heiligen Antonius von Padua geweiht ist, wurde laut Inschrift auf dem Türsturz im Jahre 1775 erbaut. Im Inneren findet man Kreuzgratgewölbe über rechteckigen Wandvorlagen. 
Das kleine Altarretabel stammt aus dem 18. Jahrhundert. Die Bleiglasfenster wurden im 20. Jahrhundert eingebaut.